# Юзефув (Леґьоновський повіт)
Юзефув (пол. Józefów) — село в Польщі, у гміні Непорент Леґьоновського повіту Мазовецького воєводства.
Населення — 995 осіб (2011).
У 1975-1998 роках село належало до Варшавського воєводства.

## Демографія
Демографічна структура станом на 31 березня 2011 року:
|          | Загалом | Допрацездатний вік | Працездатний вік | Постпрацездатний вік |
| -------- | ------- | ------------------ | ---------------- | -------------------- |
| Чоловіки | 509     | 153                | 329              | 27                   |
| Жінки    | 486     | 122                | 301              | 63                   |
| Разом    | 995     | 275                | 630              | 90                   |